# Васильевское (Шарьинский район)
Васильевское — упразднённая деревня в Шарьинском районе Костромской области России. Входила в состав Ивановского сельского поселения. Исключена из учётных данных в 2025 году.

## География
Деревня расположена на берегу речки Васильевской.

## История
Деревня известна с 1616 года. Тогда это был починок с тремя дворами.
Согласно Спискам населенных мест Российской империи в 1872 году деревня Васильевская (Копотиха) относилась к 2 стану Ветлужского уезда Костромской губернии. В ней числилось 5 дворов, проживали 25 мужчин и 27 женщин.
Согласно переписи населения 1897 года в деревне проживало 124 человека (48 мужчин и 76 женщин).
Согласно Списку населенных мест Костромской губернии в 1907 году деревня относилась к Рождественской волости Ветлужского уезда Костромской губернии. По сведениям волостного правления за 1907 год в деревне числилось 22 крестьянских дворов и 148 жителей.
До 2010 года деревня входила в состав Марутинского сельского поселения.

## Население
| 2008 | 2010 | 2014 |
| ---- | ---- | ---- |
| 0    | →0   | →0   |